# Dziennice
Dziennice is een plaats in het Poolse district  Inowrocławski, woiwodschap Koejavië-Pommeren. De plaats maakt deel uit van de gemeente Inowrocław en telt 125 inwoners.